# John Archer (polityk)
John Archer (ur. 5 maja 1741, zm. 28 września 1810) – polityk i lekarz amerykański.
W latach 1801–1807 przez trzy dwuletnie kadencje Kongresu Stanów Zjednoczonych był przedstawicielem szóstego okręgu wyborczego w stanie Maryland w Izbie Reprezentantów Stanów Zjednoczonych.
Jego syn, Stevenson Archer, oraz wnuk, także Stevenson Archer, również byli przedstawicielami stanu Maryland w Izbie Reprezentantów Stanów Zjednoczonych.